# Rødøya
Rødøya est une île de la commune de Rødøy , en mer de Norvège dans le comté de Nordland en Norvège.

## Description
L'île de 8,5 km2 est située au large de la côte de Helgeland dans un grand groupe d'îles, juste à l'ouest de l'embouchure du Tjongsfjorden (en), au nord de l'île de Gjerdøya et à l'ouest du continent.
Il existe des liaisons par ferry du village de Rødøy au village de Jektvika sur le continent et à l'île voisine de Gjerdøya. Rødøy Church (en), une église en bois consacrée en 1885 est située dans le village de Rødøy sur le côté sud de l'île.
La pêche est le principal moyen de subsistance de Rødøya. L'île abrite également le seul musée des ours en peluche de Norvège

## Galerie

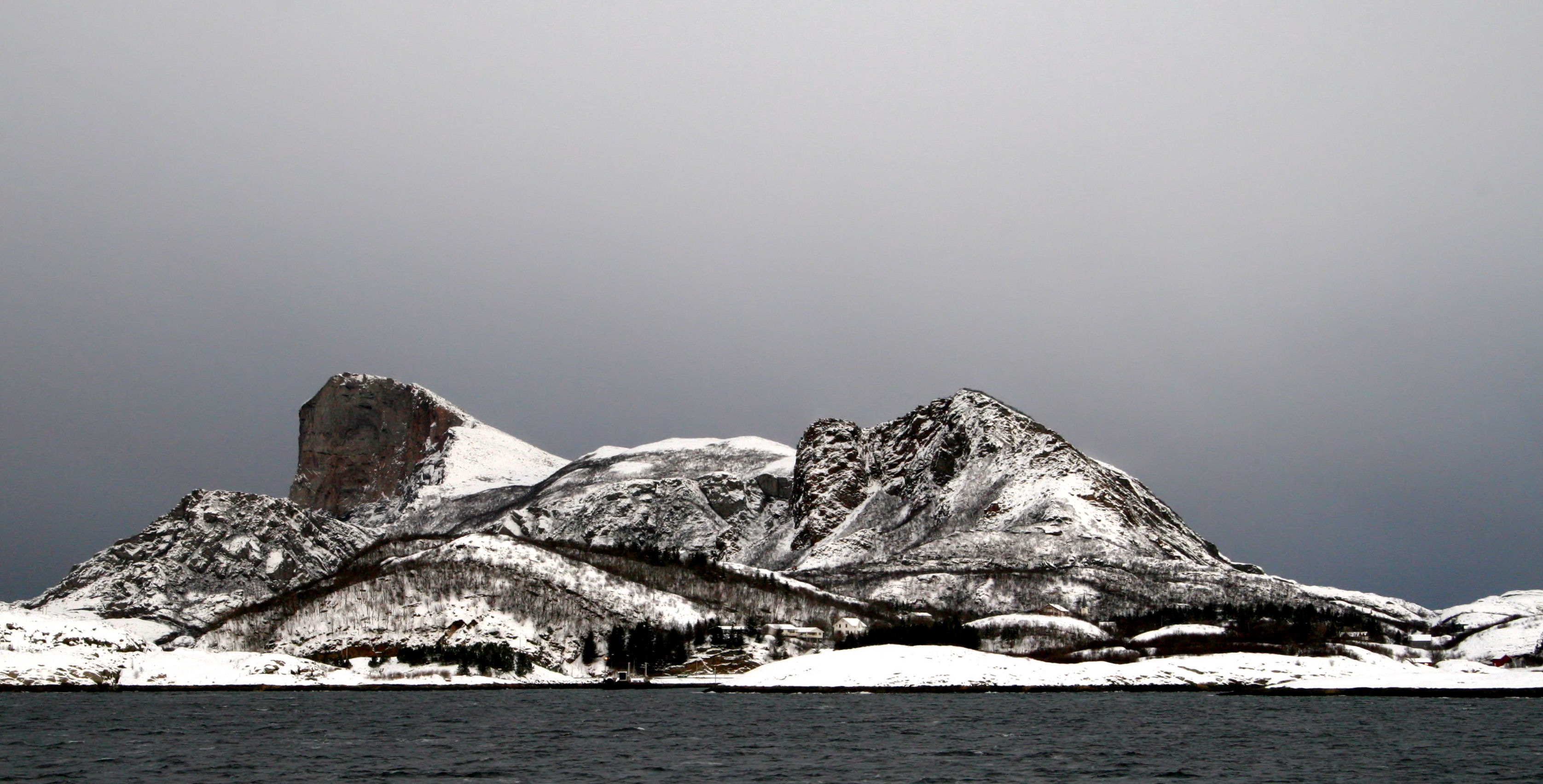
Rødøya
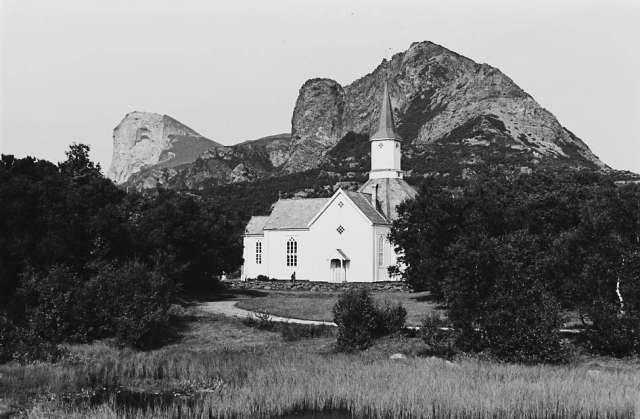
Eglise de Rødøya